# Carlo Michelstädter
Carlo Raimondo Michelstädter (tudi Michelstaedter, italijanska izgovorjava: [ˈkar.lo rajˈmon.do mɪçl̩ˈʃtɛtɐ]) je bil judovsko-italijanski filozof, pisatelj, pesnik, umetnik in književnik, * 3. junij 1887, Gorica, † 17. oktober 1910, Gorica.
Michelstädter je pokopan na goriškem judovskem pokopališču na Rožni Dolini v Občini Nova Gorica.

## Dela
- La persuasione e la rettorica

## Spomeniki Michelstädterju
- Na Raštelu v Gorici je postavljen kip Michelstaedterja.
- V Gorici je Michelstädterjeva ulica (via Carlo Michelstaedter).